# Hétforrás
A Hétforrás (Siebenbrunnen) a Kőszegi-hegység legismertebb forrása, közkedvelt kirándulóhely.

## Története
A bővizű forrást 1896-ban, a Millennium tiszteletére építették ki, hét kifolyónyílással, amelyek sorban a honfoglaló hét vezér  (Álmos, Előd, Ond, Kond, Tas, Huba és Töhötöm) nevét viselik. A forrás az erdő mélyén, a mai osztrák határ mellett, a régi határsávban található. A nyolcvanas években még csak külön engedéllyel és idegenvezetővel volt elérhető. A forrást és környékét 1994-ben és 2008-ban ismét felújították. Vize kitűnő ivóvíz, hőmérséklete 10 °C körüli.
Ma is népszerű kirándulóhely, a kőszegi Szabó-hegyről kb. 2,5 km-es kényelmes gyalogtúrával közelíthető meg. Az Óház-tetőn egykor állt Óvár vízellátását biztosította.
Tavasztól a medence alján gyepi békák élik mindennapjaikat. A patak völgyében apró, barna színű ökörszemek építik fészküket. A patak sodrásának ellenálló köveken, tuskókon hegyi billegetők várják rovarvacsorájukat.
Helyi hiedelem, hogy aki mind a hét forrás vizéből iszik, annak teljesül egy kívánsága. Egy másik legenda szerint aki mind a hét forrást megkóstolja, szerelmes lesz. A kirándulók számára a forrás közvetlen szomszédságában asztalokat, padokat állítottak, tűzrakó helyeket alakítottak ki.
A Hétforrásról Kőszeg neves költője, a XVIII. században élt Rájnis József (1741–1812) egy versében így emlékezik:
„Ott amaz hét forrás kelleti vizét”.

## Külső hivatkozások
- naturpark.hu
- Alpokalja Online
- Árpád-források
- További képek: Országjáró, Civil Zemplén[halott link],